# Acalymma xanthographum
Acalymma xanthographum is een keversoort uit de familie bladkevers (Chrysomelidae). De wetenschappelijke naam van de soort werd in 1955 gepubliceerd door Bechyne.